# Малахов Сергій Сергійович
Сергі́й Сергі́йович Мала́хов — полковник Збройних сил України.
Станом на грудень 2020 року — ТВО командира 101-ї окремої бригади.

## Нагороди
За особисту мужність, сумлінне та бездоганне служіння Українському народові, зразкове виконання військового обов'язку підполковник Сергій Малахов відзначений — нагороджений
- орденом Богдана Хмельницького III ступеня (4.12.2016).